# Josip Pavlija
Josip Pavlija (* 6. Oktober 1893 in Zagreb; † 1969 ebenda) war ein jugoslawischer Radrennfahrer und nationaler Meister im Radsport.

## Sportliche Laufbahn
Pavlija startete für den Verein HBK Sokol Zagreb. Mit dem Radsport begann er im österreichischen Graz, wo er eine Zeit lang in den Puch-Werken arbeitete. Nach dem Ersten Weltkrieg kehrte er nach Zagreb zurück. Er gewann die erste Austragung der jugoslawischen Meisterschaft im Straßenrennen 1919. In den beiden folgenden Jahren konnte er den Titel jeweils verteidigen. 1922 und 1923 wurde er dann hinter Đuro Đukanović Zweiter im Meisterschaftsrennen. Seine Stärken lagen in Rennen über lange Strecken. Beim Rennen Wien–Graz–Wien (390 km) kam er 1921 auf den dritten Platz, er fuhr auch bei Wien–Brno–Wien (300 km) und Rund um den Gletscher (351 km) auf vordere Plätze. 1969 starb er bei einem Unfall mit seinem Fahrrad.

## Berufliches
Er war von Beruf Mechaniker.